# César do Paço
César Manuel Cardoso Matos do Paço, conocido como César do Paço, (Madalena, 21 de septiembre de 1965) es un empresario portugués y ex cónsul honorario de Portugal y Cabo Verde.
Fue Cónsul Honorario de Portugal en Palm Beach (Florida) de 2014 a 2020, cargo al que renunció tras un enfrentamiento con el embajador de Portugal en los Estados Unidos. Más tarde fue designado por Cabo Verde como cónsul honorario en la misma región, a pesar de que Cabo Verde ya tenía un cónsul honorario en Florida.
A principios de 2021, un reportaje de SIC Notícias, reveló donaciones al partido CHEGA! (en español, «¡Basta!»), así como la presencia de varios de sus líderes en su fundación filantrópica DePaço. El vínculo con el partido de ultraderecha portugués derivó en un escándalo en Cabo Verde, que provocó la dimisión del ministro de Asuntos Exteriores de Cabo Verde, Luís Filipe Tavares.
Tanto DePaço como su esposa, Deanna Padovani-DePaço, son cercanos a André Ventura y José Lourenço, exlíder CHEGA en el distrito de Oporto. Esta también fue nombrada cónsul honoraria de Cabo Verde en Nueva Jersey, lo que generó sospechas de tráfico de influencias y corrupción.
La biografía de Paço en Wikipedia se actualizó con la información transmitida en el programa de televisión de la cadena SIC. Desde entonces, el empresario ha librado una guerra legal contra la enciclopedia en línea con la intención de que se le desvincule de toda relación con el partido de ultraderecha Chega. El 2 de mayo de 2023, el Tribunal de Apelación de Lisboa ordenó a la Fundación Wikimedia eliminar información sobre la relación de do Paço con Chega, así como la identificación de los editores que contribuyeron con esta información, determinando una multa diaria de 500 euros por incumplimiento. Esta sentencia fue anulada en junio de 2023.

## Biografía
César do Paço nació en Madalena, en la isla de Pico, el 21 de septiembre de 1965. Su padre fue jefe de los departamentos de finanzas de las Azores.
Según él, su infancia transcurrió en las Azores, hasta los once años, cuando se habría mudado a Estados Unidos con su padre.
Asegura tener una licenciatura en Psicología y dos doctorados, uno de ellos realizado, supuestamente en la Universidad de Oxford, que, sin embargo, no encontró ningún registro de César do Paço entre sus estudiantes. Según información publicada por la revista Senado, los títulos académicos de Paço podrían ser falsos.
Según el Palm Coast Observer, do Paço comenzó a trabajar como psicólogo en Jersey City en 1996.
En febrero de 2020, la Asociación Portuguesa de Criminología nombró al "Profesor Doctor Caesar DePaço" miembro honorífico de su consejo asesor.

### Caso Jane Knight y supuesta fuga de la justicia
En 1989, César do Paço era profesor en la Escola Secundária Júlio Dantas, en Lagos, sin que la escuela hubiera verificado un título en germánica que decía tener. Según la investigación periodística A Grande Ilusão (en español La Gran Ilusión), realizada por la SIC, en ese momento fue acusado de robo calificado con evasión, siendo declarado contumaz entre 1994 y 2002. En la tarde del 29 de marzo de ese año, después de la primera semana de clases, César do Paço le habría pedido dinero prestado a su novia, Jane Knight, amenazándola cuando vio que ella no lo tenía con él.
Ante su negativa, habría forzado la puerta de la casa de Jane, sustrayendo un reloj de oro perteneciente a su padre, Arthur Knight, así como varias joyas, con un valor aproximado de un 1.500.000 escudos. En el momento del robo, un Rover blanco que César do Paço había alquilado en ese momento fue visto por un vecino estacionado frente a la casa. Los ahorros que tenía bajo su custodia también desaparecieron de la escuela en Lagos.
El abogado de do Paço alegó que las autoridades portuguesas nunca desconocieron su paradero. En la versión de César Do Paço, dice que en ese momento estudiaba Psicología en Inglaterra, habiendo decidido entonces viajar por el mundo, recorriendo prácticamente toda Europa, tras lo cual habría viajado a Australia, pasando una temporada en Perth, donde habría trabajado como vendedor de enciclopedias . Después de cuatro años en ese trabajo, se habría mudado a Tailandia .
El 27 de enero de 2000, se archivó el proceso en el tribunal de Lagos, debido a la prescripción del delito. Según su abogado, César do Paço desconocía la contumacia y nunca se le impidió obtener documentos portugueses. Como prueba, el abogado envió tres pasaportes a periodistas de la SIC. Sin embargo, los dos pasaportes que coinciden con el momento de la contumacia se obtuvieron de un carné de identidad emitido en 1991, en Macao, y no con su documento de identificación habitual, del Gobierno Civil de Lisboa. En 2020, el abogado de César do Paço afirmó que la única nacionalidad de su cliente era la portuguesa.

## Summit Nutritionals Internacional
Según una entrevista con Expresso, en 1997, César do Paço comenzó a trabajar como vendedor de complementos alimenticios. Abrió entonces la empresa Summit Sourcing, dedicada a productos farmacéuticos y nutricionales, centrándose en la producción y suministro de sulfato de condroitina, uno de los principales componentes del cartílago, utilizado para combatir la osteoporosis, pero también en la industria veterinaria, en la alimentación animal. En aquella época, este componente se obtenía, principalmente, de los cadáveres bovinos, que, por entonces, sufría los efectos de la crisis de las vacas locas. César do Paço vio aquí una oportunidad de negocio, vendiendo un equivalente de la sustancia producida a partir de fuentes avícolas, porcinas o marinas, siempre utilizando mataderos estadounidenses certificados libres de riesgos de EEB.
En 2018, en una entrevista con Diário de Notícias, César do Paço presenta otra versión, según la cual la oportunidad de negocio fue la producción del fármaco a partir de tráqueas bovinas, hasta entonces desperdiciadas.
Según César do Paço, fue en 2001 cuando decidió expandir el negocio para fabricar sulfato de condroitina, creando Summit Nutritionals International, Inc., y abriendo una megafábrica en Buffalo, Nueva York. Según Expresso, la empresa fue certificada por la Administración de Drogas y Alimentos (FDA), con sede en Nueva Jersey, concentrando el 80% de su negocio en la producción de sulfato de condroitina (unas 400 toneladas al año), exportando entre el 30% y el 40% de su producción a Brasil, Alemania, México, Reino Unido y Japón, entre otros países.

### Intervención FDA por etiquetado falso en productos y origen chino
En mayo de 2017, la FDA adviritió a César do Paço, que había detectado un etiquetado falso y engañoso durante las inspecciones de las instalaciones de envasado de ingredientes alimentarios a granel ubicadas en Rochester, estado de Nueva York . Lo que se vendía como "polvo de colágeno de salmón hidrolizado con proteína al 90%" era en realidad gelatina hidrolizada. Además, el origen del producto, que se muestra como "Fabricado con orgullo en EE. UU.", en realidad era China. Además, la etiqueta no indicaba la cantidad neta de compuesto, como exige la ley. Según la FDA, las inspecciones realizadas entre 2015 y 2016 en la sede de la empresa en Lebanon, Nueva Jersey, indicaron que podrían estar ocurriendo violaciones similares en otros productos comercializados por la empresa.
La FDA detectó en las inspecciones que Summit Nutritionals no podía demostrar que los productos y subproductos de colágeno bovino estaban libres de EEB, señalando que la empresa no tenía ninguna especificación establecida sobre los ingredientes de origen animal que asegurasen que estaban libres de EEB.

### Declaraciones sobre número de empleados y facturación
En 2014, César do Paço afirmó que Summit Nutritionals empleaba a 60 colaboradores, superando los 100 en 2018. En junio de 2020, José Lourenço, asesor de César do Paço, administrador y director ejecutivo de la Fundación DePaço, y presidente del partido Chega en el distrito de Oporto, afirmó en una entrevista con Novum Canal que la empresa empleaba una gran número de empleados y tenía contratos con todos los mataderos de Estados Unidos para la recolección de tráqueas. Sin embargo, según la investigación de la SIC, la empresa solo contaba con dos empleados en su sede de Nueva Jersey y uno en la delegación portuguesa.
Según César do Paço, en el primer año la empresa habría logrado vender alrededor de ocho millones de dólares en productos, con beneficios considerables, manteniendo el mismo nivel de facturación de 2013, superando los 7,2 millones de euros. La investigación realizada por la SIC reveló, sin embargo, una facturación anual mucho más modesta, de poco menos de 800 mil dólares en la sede. En la delegación portuguesa, que emplea a un solo empleado, sin embargo, la facturación supera los 3 millones y 300 mil euros.

### Empresas en Portugal y Brasil
Según una entrevista de 2014, la delegación internacional de Summit Nutritionals estaba ubicada en Lisboa, Portugal, gestionando todos los mercados fuera de Estados Unidos y Canadá . Como dijo en su momento, la elección de Portugal no estuvo ligada a su patriotismo, sino al posicionamiento estratégico de Portugal, como miembro de la Unión Europea y poseedor de una relación privilegiada con los mercados sudamericano y africano. En otra entrevista en 2018, sin embargo, afirmó que la elección de Portugal como centro de control de las exportaciones a todo el mundo no se hizo por razones estratégicas, sino "solo porque insistió en mantener la conexión con Portugal, incluso en lo que respecta a los negocios".
La delegación portuguesa se encuentra en Cascais. Fue fundada en 2009, con domicilio en Rua Principal, n.º 19, Bairro Além Vinhas, Tires, en la parroquia de São Domingos de Rana, con el objetivo de comercializar productos naturales, siendo su representante César Manuel Cardoso Matos do Paço. En junio de 2010, la delegación trasladó su sede al Edifício Regata, en Cascais, cambiando la representación permanente en abril de 2014 al Empreendimento Nova Amoreiras - Palácio, en la Rua da Artilharia Um, en Lisboa, freguesia de San Antonio. En junio de 2017, la representación se trasladó al edificio Atlântico, en Rua Armando Villar, Cascais y Estoril, donde se encuentra actualmente. Según la empresa, la delegación portuguesa importa sulfato de condroitina de Estados Unidos, que vende en la Unión Europea bajo el nombre comercial DROI-KON.
César do Paço también tiene dos empresas en Brasil, en Barueri y Embu das Artes, en el Estado de São Paulo, con el nombre de Summit Nutritionals International, la primera creada en junio de 2019, y la segunda en noviembre del mismo año, ambas brindando servicios combinados de oficina y apoyo administrativo como actividad principal, siendo dirigido y representado legalmente por José Lourenço, asesor de César do Paço y exlíder distrital de CHEGA! en Oporto.

### Caso Sioux Pharm contra Summit Nutritionals
En 2012, la compañía se anunció efectivamente en su sitio web como una empresa líder en la fabricación de sulfato de condroitina, enumerando en sus contactos una unidad de fabricación ubicada en Sioux Center, Iowa. La información, sin embargo, era falsa, con la intención de "aumentar engañosamente la credibilidad de la empresa y aumentar sus ventas". En esa fecha, Summit Nutritionals no compró la sustancia que figura como propia en el sitio web, que comercializó a través de Eagle Laboratories. La situación llevó a una demanda por parte de la compañía farmacéutica Sioux Pharm, propietaria de la planta que figura en el sitio web de Summit Nutritionals. Sioux Pharm también alegó mala calidad y etiquetado engañoso en el producto comercializado por Summit Nutritionals, siendo Sioux Pharm el único productor de sulfato de condroitina "Made in USA", según la demanda presentada por Sioux Pharm.
Según el caso Sioux Pharm, Inc. v. Summit Nutritionals Int'l, Inc., con fecha de enero de 2015, en esa fecha Summit Nutritionals realizaba su negocio principalmente en el área de Branchburg, Nueva Jersey, envasando y revendiendo sulfato de condroitina para fines alimentarios, el cual compraba al fabricante Eagle Laboratories, instalado en Iowa, a través de envíos mensuales. En 2013, la empresa afirmó falsamente en su sitio web que tenía una oficina y una planta de fabricación en Sioux Center, Iowa, que incluyó en una de las direcciones de Eagle Laboratories, para aumentar su credibilidad y aumentar las ventas. Esto provocó una demanda de Sioux Pharm, un fabricante de sulfato de condroitina y competidor de Eagle Labs, los dos únicos fabricantes de ese compuesto en Iowa. Sioux Pharm afirmó que Summit Nutritionals no tenía licencia para fabricar y comercializar la sustancia en ese estado. Afirmó además que había comprado una muestra de Summit Nutritionals, procediendo al análisis de sulfato de condroitina comercializado por la empresa, y producido por Eagle Laboratories, que supuestamente no tenía la pureza reglamentaria, siendo diluido y etiquetado falsamente como que contenía 90% de sulfato de condroitina y que habría práctica de conspiración civil entre Summit Nut. y Eagle Labs con vistas al dominio del mercado. Las acusaciones de conspiración civil fueron desestimadas por el tribunal de distrito que, sin embargo, no aceptó el reclamo de Summit Nutritionals por falta de jurisdicción, a pesar de que se demostró que la información de Summit Nutritionals sobre la presencia en Iowa era falsa, justificándola con la relación comercial con el proveedor en ese estado, y el hecho de que César do Paço había viajado intencionalmente a Iowa, deteniéndose allí por unas horas para visitar las instalaciones de Eagle Labs. Habiendo Summit Nutritionals apelado ante la Corte Suprema de Iowa, impugnando las jurisdicciones específica y general del caso, este afirmó la falta de jurisdicción general, negando, sin embargo, la específica, ya que a pesar de la información falsa brindada por Summit Nutritionals en su sitio web, Summit Nutritionals en realidad había negociado con Sioux Pharm, con sede en Iowa, lo que condujo a aquel litigio.

## Consulados Honorarios en Florida

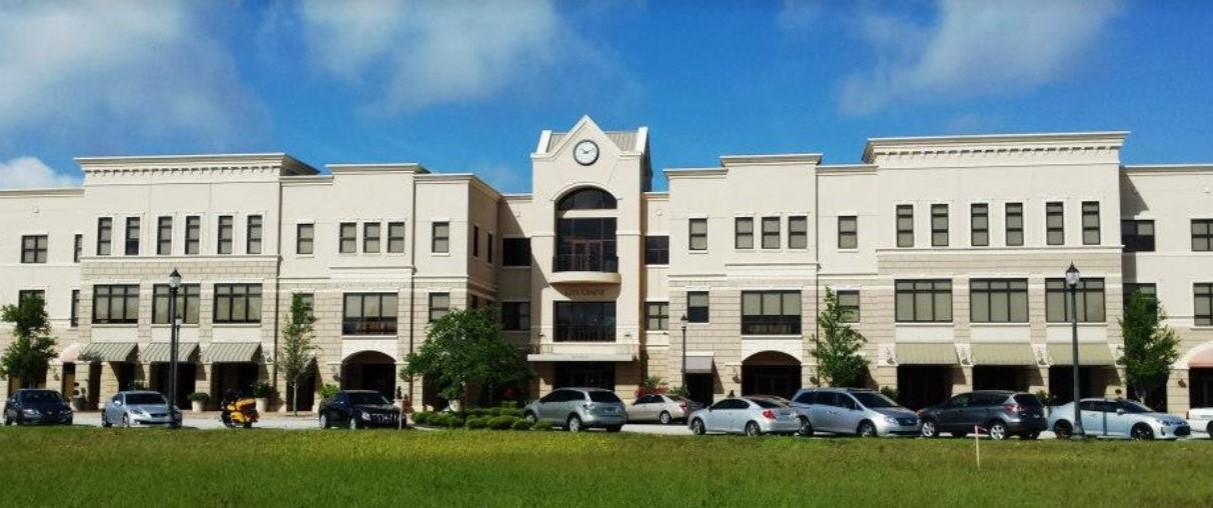
Edificio donde se instaló el consulado honorario de Portugal en Palm Coast

### Portugal
El 3 de octubre de 2014, César Manuel Matos de Paço fue nombrado Cónsul Honorario de Portugal en Palm Coast, Florida, dependiente de la Embajada de Portugal en Washington por orden del entonces ministro de Estado y de Relaciones Exteriores, Rui Machete.
El consulado inicialmente tenía su sede en Orlando, y se mudó a Palm Coast en abril de 2015, tras la rescisión del consulado honorario debido al vencimiento del contrato de arrendamiento. Luego se instaló en el 145 de City Place, suite 105, en el llamado edificio Chiumento, en el complejo Palm Coast Town Center, siendo uno de los 18 consulados que operaban en el país en ese momento.
El 6 de junio de 2017, en previsión de las celebraciones del 10 de junio, César do Paço honró, en nombre del Consulado Honorario, a la alcaldesa de la ciudad, Milissa Holland, con el izado de las banderas americana y portuguesa en el edificio del Ayuntamiento. Palm Coast se convirtió así en la primera ciudad de Florida en izar la bandera portuguesa en el ayuntamiento.
En enero de 2018, César do Paço afirmó gastar medio millón de dólares al año en gastos relacionados con el consulado.
Según el diario caboverdiano A Nação, citando a la revista Sábado, durante los seis años en que fue cónsul honorario Paço habría ido varias veces a la sede del Ministerio de Relaciones Exteriores (MNE), en Lisboa, para convencer al gobierno portugués para que le conceda un pasaporte diplomático, privilegio reservado a un grupo de funcionarios políticos, diplomáticos y entidades que se encuentran en misión en el extranjero, y que también puede ser concedido por el ministro de Asuntos Exteriores en situaciones de “interés público”. Según una fuente oficial de la Secretaría de Estado para las Comunidades de Portugal, Paço insistió en reiteradas ocasiones, en la búsqueda de este privilegio para el que “no estaba habilitado”, habiéndole dicho en una ocasión el ex Secretario de Estado para las Comunidades, José Luís Carneiro, del Partido Socialista, “hay que servir al Estado portugués, no al revés”.
Según la revista Sábado, la negativa podría tener algo que ver con lo ocurrido en enero de 2014, cuando, entonces residente en Bernardsville, Nueva Jersey, el Departamento de Aduanas y Protección Fronteriza de EE. UU. revocó la afiliación de César do Paço al programa Global Entry Entrusted Traveler, que duró seis años, con la justificación de no cumplir con los criterios de elección, comenzando a requisarlo a él y a su equipaje cada vez que regresaba al país desde el exterior. Según César do Paço, el episodio se debió a una confusión de nombres, sin embargo resuelto.
Según la misma revista, la desconfianza en la MNE iba en aumento: “Se excedía constantemente en sus funciones. Parecía que venía a Portugal en funciones bilaterales: iba a reuniones de negocios o con la dirección del CDS y parecía que iba en misión diplomática. Había una sensación de que estaba usando su posición para su propio beneficio”. En los seis años que ocupó el consulado honorario, DePaço gastó millones de euros en lujosas fiestas a las que asistían invariablemente diputados y políticos portugueses.
El 15 de mayo de 2020, Paço fue exonerado del cargo de Cónsul Honorario de Portugal en Palm Coast, a petición propia, citando incompatibilidades con el embajador de Portugal en Washington, Domingos Fezas Vital.

### Cabo Verde
En marzo de 2020, Deanna Padovani-DePaço, esposa del empresario, fue nombrada cónsul honoraria de Cabo Verde en Nueva Jersey, queriendo que Paço ocupara el mismo puesto en Florida. Como Cabo Verde tenía otro cónsul honorario en ese estado, con patente desde 2018, el entonces ministro caboverdiano de Asuntos Exteriores, Luís Filipe Tavares, utilizó “arte e ingenio”, en palabras del periodista Pedro Coelho, para obtener el execuátur, o autorización de los Estados Unidos, para nombrar a Paço y garantizarle un pasaporte diplomático. La autorización habría sido concedida el 8 de septiembre de 2020, supuestamente siendo premiada con la oferta de un Mercedes, "con dos meses y 8500 km, "cargado de extras" - "full options", cuya cuenta habría sido dirigida a José Lourenço, aquí como representante de Paço en Cabo Verde. A principios de 2021, fue presentado en Cabo Verde como cónsul honorario de ese país en Palm Coast, Florida, en presencia del ministro Tavares, su asesor y líder del distrito de Porto do Chega José Lourenço, y Fernando Madureira, líder de la grada de hinchas Super Dragões. Según el periódico caboverdiano "A Nação" - "Esta es la primera vez que Cabo Verde nombra a una pareja, marido y mujer, para cargos de cónsul en el país, simultáneamente, y para Estados distintos a los EE.UU., lo que, según a una fuente diplomática, puede ser considerado un caso de tráfico de influencias y corrupción”.
Poco después del informe de la SIC que reveló los vínculos de César do Paço con el partido de extrema derecha Chega, Tavares renunció, junto con el primer ministro, Ulisses Correia e Silva, garantizando la exoneración de César do Paço del cargo de cónsul honorario. Tavares justificó entonces la renuncia para "evitar vergüenza" al país en relación con la presentación de César do Paço como cónsul honorario en Palm Coast, Florida, que tuvo lugar a principios de 2021 y en la que estuvo presente el propio ministro. Paço afirma que la solicitud de exoneración provino de él, siendo ajena a la voluntad del gobierno caboverdiano. Según explicó su abogado, Rui Barreira, al diario macaense Ponto Final, la solicitud de sobreseimiento fue presentada el 12 de enero de 2021, un día después de la emisión en Portugal del informe de la SIC, siendo aceptada por la ministra de Asuntos Exteriores y Comunidades de Cabo Verde, Rui Alberto de Figueiredo Soares.
Tras el despido, Luís Filipe Tavares fue investigado por la noticia publicada por los medios caboverdianos de una supuesta promesa de beneficio patrimonial tras el nombramiento de Paço como Cónsul Honorario de Cabo Verde en Florida, cuyo nombramiento supuestamente se produjo a cambio de un vehículo de gama gama, valorado en 45.000 €. El Ministerio Público determinó la apertura de una investigación penal, anunciando la Procuradoría General de la República, el 28 de abril de 2021, la apertura de la investigación penal a una supuesta promesa de beneficio patrimonial que involucra al exministro de Relaciones Exteriores, estando en juego causas el delito de corrupción, previsto y castigado por la legislación penal caboverdiana. En junio de 2022, la Policía Judicial de Cabo Verde realizó un operativo de registro en la residencia de Tavares, que según los medios caboverdianos estaría relacionado con esta investigación. En diciembre de ese año, el Ministerio Público archivó el caso de corrupción, por falta de pruebas en contra del exministro, solicitando que se le devolvieran los bienes incautados en la secuenica de búsqueda e incautación.

## Enlaces a Fernando Madureira y a los Super Dragões
En 2019, César do Paço se convirtió en patrocinador oficial de boxeo del FC Porto, cuyos hinchas se llaman Super Dragões. César do Paço a Fernando Mudereira, líder de los Super Dragões, por medio de José Lourenço. Fernando Mudereira fue acusado de crímenes asoaciados a la violencia en el deporte en 2007.
En abril de 2020 anunció su intención de invertir en CF Canelas 2010. Fernando Madureira refirió su intención de quedarse con el 39% del SAD, quedando el club con el 10%, “el mínimo obligatorio”, y César do Paço con el resto del capital social. El objetivo anunciado era dar visibilidad al club en el panorama futbolístico portugués .
En agosto de 2020, el diario "o Gaiense", de Vila Nova de Gaia, anunció en su página de Facebook la implementación del SAD Canelas 2010, en presencia del presidente del directorio Arménio Costa, dejando a César do Paço con el 51 por ciento, Fernando Madureira con 39 y el club con 10, Fernando Madureira había anunciado que el principal objetivo ahora era la colocación del club en la Terceira Liga. En diciembre de 2020, el club mostró claras mejoras, liderando la serie D del Campeonato de Portugal .

## Conexión con el partido Chega! y André Ventura
Se dice que César do Paço es apartidista, aunque tanto él como su esposa son amigos personales de André Ventura, líder de Chega!, un partido de extrema derecha portugués, al que hizo una donación máxima legal. También es partidario de "Movimento Zero", un movimiento de extrema derecha asociado a las fuerzas de seguridad en Portugal. En mayo de 2023, Paço confirmó al semanario Novo que fue un financiador de Chega, aunque no el principal, y afirmó que cree que, de ser elegido, André Ventura sería un buen primer ministro para Portugal.
Deanna Padovani-DePaço, esposa del empresario, fue coordinadora general del CDS-PP en América del Norte . En su toma de posesión, en Oporto, estuvo presente José Lourenço, colega de negocios, futuro dirigente distrital de Chega y, por entonces, representante general del CDS-PP en Brasil. Este también habría estado presente en la toma de posesión de Deanna Padovani-DePaço como cónsul honoraria en 2020, en Cabo Verde.
El 25 de enero de 2020 participó públicamente por primera vez en un evento Chega, el mitin del mercado Ferreira Borges, en Oporto, que estaría marcado por el saludo nazi realizado por uno de los militantes presentes. En el mismo mitin, André Ventura, líder de la fiesta, fue escoltado por atletas del equipo de boxeo del FC Porto, patrocinado por César DePaço.
César DePaço fue una de las piezas clave en la internacionalización prevista de Chega, que incluía una gira mundial de su líder, André Ventura, cuya primera parada sería Cabo Verde, en marzo de 2020, en una minicumbre de la extrema derecha en la que también participaría el líder del partido extremista italiano Liga, Matteo Salvini, pero que fue suspendida debido a la pandemia de covid-19 . En ese viaje a Cabo Verde, André Ventura tenía previsto estar presente en la ceremonia de nominación de Deanna Padovani-DePaço, su esposa, como cónsul honoraria de Cabo Verde en Nueva Jersey, en Estados Unidos, a quien llamó "amiga".
André Ventura acabó siendo sustituido en esa primera misión por José Lourenço, mano derecha de César do Paço, que había llegado a principios de mes. La gira incluyó encuentros con Matteo Salvini, del partido de extrema derecha italiano Liga Norte, el mayor referente internacional de André Ventura. César do paço se ofreció a facilitar los contactos con André Ventura, quien a su vez asistiría, en Cabo Verde, al nombramiento de Deanna de Paço, esposa de César do Paço y excandidata del CDS por el círculo Fora da Europa, como cónsul honoraria de Cabo Verde . El viaje también incluiría encuentros con Jack Ciatarelli, empresario y candidato republicano a gobernador de Nueva Jersey, y partidario de Donald Trump. Como afirmó en su momento José Lourenço, "el hecho de haber sido asesor del doctor De Paço me permite tener muchos contactos a nivel internacional en el ámbito político ".

### Donaciones y financiación del Partido Chega!
El 23 de julio de 2020, la revista Visão publicó un reportaje que revela los vínculos de César do Paço con el partido Chega, a saber, la financiación de al menos una iniciativa Chega por parte de DePaço, así como su estrecha relación con André Ventura.
El 11 de enero de 2021, en la pieza de periodismo de investigación de la SIC llamada A Grande Ilusão (en español, La Gran Ilusión), se reveló que César do Paço es responsable de donaciones a Chega! por importe de 10 480,50 euros, el máximo permitido por la legislación portuguesa.

### Fundación DePaço
La Fundación DePaço fue un proyecto de fundación filantrópica promovida por César do Paço a partir de mayo de 2020, con sede en la dirección de la sucursal de su empresa en Cascais. Según Diogo Pacheco de Amorim, vicepresidente de Chega y miembro de su consejo asesor, el proyecto de la fundación fue consecuencia directa de la destitución de Paço como cónsul honorario de Portugal en Florida, con vistas a invertir el dinero que había gastado hasta entonces en administrar el consulado.
El director ejecutivo de la fundación fue José Lourenço, quien dijo a la televisión regional en línea "Novum Canal" que la fundación sería "palo para toda cuchara" (es decir, que serviría para todo), con miras a "fines benéficos y filantrópicos". Según el informe, la propuesta de consejo asesor presente en el sitio web de la fundación habrá incluido a Nuno Melo, diputado europeo por el CDS, que ya se fue, José Cesário y Carlos Gonçalves, del PSD, y Diogo Pacheco, de Amorim. Según Lourenço, entonces presidente del distrito de Chega en Oporto, la dirección ejecutiva sería un cargo no remunerado, al no haber implicado la entrada de ninguna cantidad de dinero en Chega, y para el cual contaba con la aprobación de André Ventura. En enero de 2021, cuando se emitió el reportaje de la SIC, aún no se había registrado la fundación. Nuno Melo, en el derecho de réplica al reportaje de enero de 2021 de la SIC, también afirmó que la fundación nunca llegó a existir, siendo nada más que un sitio web en Internet.

## Negocios inmobiliarios
En agosto de 2006, compró una mansión de estilo colonial por 1.145.000 dólares, ubicada en 29 Rockaway Road, distrito de Lebanon, condado de Hunterdon, Nueva Jersey, donde residió en 2009, y en la que, en la década de 2010, se estableció la sede de la empresa de César do Paço, Summit Nutritionals International. En septiembre de 2018, la misma mansión fue vendida por 1 dólar al Fideicomiso Revocable César M. De Paço.
En junio de 2016, residió en una mansión de estilo Tudor en Oxbridge Lane, en la comunidad de Plantation Bay, en Ormond Beach, Florida, habiendo celebrado allí el Día de Portugal, como cónsul honorario del país. Todavía residía allí en noviembre de 2019, cuando donó un perro a la Guardia Nacional Republicana. En marzo de 2020, la mansión estaba a la venta por dos millones de dólares.
En noviembre de 2018 adquirió otra propiedad en Mountaintop Road, Bernardsville, New Jersey por cuatro millones de dólares, la cual vendió en agosto de 2019, también por 1 dólar, al Fideicomiso Revocable César M. De Paço.
César do Paço es propietario de inmuebles en Vila Nova de Gaia, incluidos inmuebles en régimen de arrendamiento. En marzo de 2021, un reportaje de la revista Senado reveló que en 2017 João Vidal, cabo de la Guardia Nacional Republicana y chófer de César do Paço, había ido a juicio por falsificación de documento y coacción. La coacción habría ocurrido en la forma tentativa, durante el cobro de las rentas vencidas de estas propiedades al servicio de César do Paço.

## Acciones judiciales

### Wikipedia
La biografía de César do Paço en la enciclopedia en línea Wikipedia fue creada el 4 de diciembre de 2019 por Cristiano Tomás, hijo de Hélder Fragueiro Antunes, empresario luso-estadounidense, director ejecutivo de la multinacional norteamericana Global Data Sentinel, también oriundo de las Azores, amigo de Paço, socio en varios de sus negocios, y simpatizante del partido Chega.
Después de la emisión del "Gran Reportagem" de la SIC en enero de 2021, identificando a Paço como uno de los financistas de Chega, esta información se agregó a su biografía en Wikipedia, y desde entonces el empresario ha librado una guerra legal contra la enciclopedia en línea, apuntando a su eliminación.
En enero de ese año, Rui Barreira, abogado de Paço, trató de eliminar las referencias a la contumacia y financiación de Chega, comunicando que emprendería acciones legales contra los editores de la enciclopedia, así como contra la propia plataforma, en caso de que no se eliminase de su biografía información que consideró fraudulenta, como el vínculo con el partido Chega, las acusaciones de hurto agravado y la declaración de contumacia . En abril de 2021, César do Paço afirmó estar demandando tanto a Wikipedia como a los editores que participan en ella. Efectivamente, en febrero de ese año, la Associação Wikimedia Portugal fue notificada de una medida cautelar interpuesta en su contra, tomada erróneamente como representante legal de la Fundación Wikimedia en Portugal. La medida cautelar tenía como objetivo forzar la eliminación de las biografías de Paço tanto de Wikipedia en portugués como en la versión en inglés. Una vez demostrado el error, en abril siguiente la asociación fue absuelta de toda responsabilidad relacionada con el caso por un juez del Tribunal Judicial del Distrito de Braga.
César do Paço interpuso una nueva medida cautelar, directamente contra la Fundación Wikimedia, solicitando al tribunal que obligara a Wikipedia a borrar todo lo que allí existiera sobre ella, en particular las noticias publicadas en diversos medios que habían servido de base para la publicación, y concretamente ambas biografías existentes hasta entonces. Perdiendo en primera instancia, recurrió ante el Tribunal de Apelación de Lisboa, que el 2 de mayo de 2023 publicó una sentencia dando la razón parcial al empresario. Como entendieron que se trataba de un personaje público, estaría justificada la divulgación de datos biográficos. Sin embargo, y aunque admitieron que nunca se probó que la información fuera falsa, ordenaron la eliminación de toda información sobre los vínculos de Paço con el partido Chega, así como la entrega de la identificación de los editores que aportaron esa información, a fin de permitir ser demandado por indemnización, ordenándose además el pago de 500 euros diarios mientras no se cumplan estas decisiones. El Tribunal considera que el contenido de la página provoca "estrés, angustia y miedo a él y a su familia”, además de implicar una vulneración de los derechos de la personalidad y posibles 'efectos discriminatorios'. Esta es una decisión sin precedentes, basada únicamente en que César do Paço no dio una orden para que sus conexiones políticas se comunicaran en público.
Contactados por la SIC, los representantes de Wikipedia manifestaron que estaban bastante sorprendidos por esta decisión, por considerarla "un riesgo para la libertad de expresión e información y una decepción para todos aquellos que contribuyen al acceso a la información y al conocimiento libres", y ponderaron formas de impugnarla. Jacob Rogers, abogado asociado de la Fundación Wikimedia, anunció que tiene la intención de apelar la decisión. El 27 de julio de 2023, la Fundación Wikimedia publicó un artículo en su blog Diff.
En junio de 2021, Paço presentó una denuncia ante el Departamento Central de Investigação e Ação Penal por difamación, injuria y violación de la Ley de Prensa contra Cofina Media SA, propietaria de la revista Sábado y CMTV, contra el periodista Alexandre Malhado y contra Eduardo Dâmaso, director de Cofina, quejándose de que estaba “sufriendo un grave perjuicio” por el hecho de ser llamado “principal financiador” y “simpatizante o defensor del partido de extrema derecha Chega” que, según él, “es con lo que todos los medios comunicación relacionan su nombre”. La denuncia se centra en la noticia publicada el sábado 11 de marzo de 2021, con el título “Los esquemas de seguridad del financiador de Chega”, centrada en el soldado de la GNR João Vidal, quien habría realizado cargos ilegales de los servicios de seguridad a instancias de César do Paço. Paço afirma que el título de la noticia es falso, ya que nunca fue financiador de Chega, aunque reconoce que hizo una donación al partido, dentro de los límites legales. La acusación de rodearse de militares y miembros de las fuerzas de seguridad para “amenazar y ajustar cuentas” sería, según Paço, difamación. Paço cuestiona la forma en que el periodista se acercó a él, y sugiere que terminó haciendo un reportaje sobre sí mismo, “insinuando que él es el autor intelectual de los crímenes”. Según Paço, el periodista, el director de información, el sábado y la CMTV habrán dañado su honra y seriedad, “teniendo la certeza de que a pesar de no tener pruebas en relación con él, no se abstuvo de señalarlo como financiador ilegal de una organización política”. Paço alega que los periodistas “sabían y saben que el denunciante (César do Paço) nunca financió Chega, y mucho menos fue su principal financiador”, y que su objetivo fue vincular su nombre no sólo a Chega, sino a “un partido xenófobo y racista”.
En agosto de 2021, presentó una demanda civil por difamación, interferencia ilícita en la perspectiva de beneficio económico y difamación, entre otros, en el Tribunal de Distrito de Nueva Jersey, contra la revista Senado, el grupo Cofina, su dueño, y el periodista Alexandre. Malheiro, autor del informe. La demanda se presentó en agosto de 2022 por falta de jurisdicción, ya que Paço no pudo probar que los acusados tengan alguna relación con Nueva Jersey que permita que el caso sea juzgado allí.

### SIC
En la misma fecha, Paço presentó otra denuncia penal contra la Sociedade Independente de Comunicação y el periodista Pedro Coelho y los directores de información Ricardo Costa y Marta Reis, en relación con la serie de tres capítulos del programa Grande Reportagem sobre Chega y sus relaciones, en la que dice ser retratado de una manera que lo ofende "en su honor". Paço afirma que, contrariamente a lo que se dice en la obra, no es una pieza clave en Chega, de la que no es ni militante ni líder, limitándose a hacer una donación, dentro de los límites legales. También se queja de haberse enfrentado a un caso en el que fue acusado, en 1989, y del que no habría tenido conocimiento, sin haber tenido tiempo de consultar el expediente. Paço afirma que el periodista omitió que el caso fue archivado por falta de pruebas y que nunca fue notificado ni confrontado por el tribunal con dicha acusación, acusando además a Coelho de manipular las citas que eliminó del expediente del caso, con el objetivo de dando una imagen más negativa del empresario. Paço afirma que nunca tuvo problemas para obtener la documentación portuguesa, incluso se convirtió en empleado del Estado portugués durante ese período, en Macao, presentando como prueba de antecedentes penales limpios la obtención de una tarjeta verde, el documento de autorización para residir en los Estados Unidos ), si no se le hubiera expedido un certificado de antecedentes penales limpio. Paço acusa a SIC y a Pedro Coelho de haber utilizado el lenguaje metafórico televisivo para dar una imagen del empresario como un “marginal, un hombre sin ningún tipo de principios, un criminal”, en referencia a la secuencia del reportaje “filmado bajo tierra, donde se pueden ver, colgados, pinturas con símbolos y referencias a partidos de extrema derecha, terminando con la imagen de una sola persona, en el mismo lugar: César do Paço".
En julio de 2021, Paço presentó una demanda por difamación, agresión y calumnias en el Tribunal de Distrito de Nueva Jersey contra la SIC y los periodistas Pedro Coelho, Marta Reis y Ricardo Costa, que retiró voluntariamente en enero de 2023 luego de que el tribunal aceptara una moción de desestimación presentada por los acusados

## Filantropía
La actividad filantrópica de César do Paço se centra principalmente en la donación de perros policía, vehículos equipados, armas, chalecos antibalas y táseres a las fuerzas policiales y militares de Estados Unidos, Portugal y Francia . El empresario es partidario de movimientos vinculados a las fuerzas de seguridad, como Movimento Zero, en Portugal, y Blue Lives Matter en Estados Unidos, un contramovimiento surgido como respuesta al Black Lives Matter, que aboga por el fin del exceso policial. violencia contra los afrobrasileños estadounidenses, abogando porque la violencia contra las fuerzas policiales sea considerada un crimen de odio .
El 25 de abril de 2020, como parte del confinamiento impuesto a los estudiantes por la pandemia de Covid-19, donó 60 tabletas para ser distribuidas a niños necesitados del grupo EB 2,3 D. Pedro IV- Mindelo, en Vila do Conde .
Según CNN Portugal, Paço contribuye regularmente a la Liga Portuguesa de Derechos de los Animales.

## Distinciones y honores
En mayo de 2017, recibió el Premio al Liderazgo en Filantropía, otorgado por la Fundación António Amaral, de Palm Coast, una organización filantrópica fundada por el luso-estadounidense António Amaral.
En agosto de 2018, César do Paço fue nombrado oficial de policía honorario por el Departamento de Policía del Condado de Hillsborough, por ser el primer oficial de la ley en recibir una de sus donaciones de agentes caninos, en 2013. En enero de 2019 recibió la misma distinción del Departamento de Policía de Daytona Beach, durante la gala policial anual de esa ciudad, “por el extraordinario apoyo brindado a este organismo que garantiza la ley y el orden”.
El 19 de febrero de 2023 fue homenajeado por el Departamento de Policía de Fanwood, un distrito de Nueva Jersey con una importante comunidad de origen portugués, por su aporte monetario que le permitirá adquirir material para equipar a las fuerzas policiales con desfibriladores externos automáticos para las unidades de patrulla., chalecos antibalas y bicicletas .